# Jacob Abraham van Lennep
Jacob Abraham van Lennep (Amsterdam, 31 december 1752 – Heemstede, 26 juli 1828) was een Nederlandse politicus.

## Familie
Van Lennep was lid van de familie Van Lennep en een zoon van de koopman Aernout van Lennep (1718-1791) en diens eerste echtgenoot Maria Verhamme (1718-1753). Hij trouwde met Margaretha de Wolff (1756-1790) en na haar overlijden met Elisabeth Magdalena van Wickevoort Crommelin (1766-1847). Hij was een halfbroer van David Cornelis van Lennep (1766-1838), lid van het Wetgevend Lichaam.

## Loopbaan
Van Lennep was koopman en ontvanger. Hij bewoonde met zijn gezin huis Meer en Bosch in Heemstede. Hij werd in 1814 voor het Zuiderzeedepartement afgevaardigd naar de Vergadering van Notabelen. Andere afgevaardigden waren onder meer zijn zwager Dirk van Boetzelaer van Kijfhoek en schoonzoon Everard van Weede van Dijkveld.
- Biografisch Portaal: 24268845
- Parlement.com: vg09llvhcou9